# Euclysia abadiraria
Euclysia abadiraria là một loài bướm đêm trong họ Geometridae.